# 백원항
백원항(白元恒, ? ~ ?)은 고려 후기의 문신이자 정치인이며 시인(한시작가)이다. 본관은 직산(稷山).

## 생애
안향의 문인으로 1279년(충렬왕 5) 국자감시(國子監試)에 장원으로 급제하였다. 아직 현달하기 이전에 일찌기 안향으로부터 "훗날 반드시 귀현(貴顯)하리라"는 말을 들었다.
1311년(충선왕 3) 다시 선군(選軍)을 설치할 때 지언부사(知讞部事)로서 별감사(別監使)가 되었다. 이때 사복영사(司僕令史)를 장살(杖殺)한 일로 영흥도(靈興島)에 귀양갔다. 뒤에 풀려나 전교령(典校令)이 되었다. 1314년(충숙왕 1)에 윤신걸(尹莘傑)·윤선좌(尹宣佐) 등과 함께 『자치통감(資治通鑑)』을 진강(進講)했다. 1317년(충숙왕 4)에 총부전서(摠部典書)로 동지공거(同考試官)가 되어 진사(進士)를 뽑을 때 홍의손(洪義孫) 등을 급제하게 했다.
1321년(충숙왕 8) 밀직사(密直使) 첨의평리(僉議評理)가 되었으며, 그 해 박효수(朴孝修)와 함께 원나라 중서성(中書省)에 대위왕(大尉王)의 환국(還國)을 청원하는 상서(上書)를 올렸다.

## 사후
- 2009년 여운필이 '백원항의 생애와 시세계'라는 논문을 발표하였다.[5]

## 평가
형부(刑部)와 선군(選軍)의 일을 잘 처리하여 명성이 있었다. 밀직사로 있을 때 행궁(行宮)의 여비를 착복하였다는 비난을 받았으며, 또 옹인(甕人) 한만복(韓萬福) 등이 충숙왕(忠肅王)의 비(妃) 복국장공주(濮國長公主)의 사인(死因)이 왕의 구타에 의한 것이라는 진술이 무고임을 밝히는 글을 써서 원나라 중서성에 보내는 등 충선왕(忠宣王)을 위하여 헌신하였다. 그 해 김순(金恂)·윤석(尹碩) 등과 함께 상왕 충선왕의 신임을 받고 권세를 부리고 뇌물을 받아 막대한 부(富)를 누리던 권한공(權漢功)·채홍철(蔡洪哲) 등을 귀양보냈다.

## 가계
- 부 : 백진생(白眞生), 중랑장(中郞將)
- 모 : 이씨(李氏)[2]

## 유작
『동문선』(東文選)에「조강」(祖江) 등 한시 16수가 전한다. 많은 수의 한시를 남겼음에도 생몰년 등 작가에 대해 알려진 자료가 많지 않음이 애석하다.
- 「백사음」(白絲吟) [주 3]
- 「연도추야」(燕都秋夜) [주 4]
- 「상최정승종준」(上崔政丞宗峻) [주 5]
- 「주상제태부심양왕」(主上除太傅瀋陽王) [주 6]
- 「권우생가음주」(權友生家飮酒) [주 7]
- 「설제모춘소우」(雪齋暮春小雨) [주 8]
- 「행도조강유작」(行到祖江有作) [주 9]
- 「취제한원」(醉題翰院) [주 10]
- 「궁거동일(窮居冬日)」 [주 11]
- 「금련천」(金連川) [주 12]
- 「증소년이이동 종련」(贈少年李異同 終聯) [주 13] 등이 전해진다.

「조강」(祖江)과 「백사음」(白絲吟), 「연도추야」(燕都秋夜)를 대표작으로 꼽는다.

## 참고 문헌
- 『고려사』(高麗史)
- 『고려사절요』(高麗史節要)
- 『백씨대동보』(白氏大同譜), 1982
- 『경주이씨세보』(慶州李氏世譜) 권지일 1/16

## 노트
1. ↑  '충선왕(忠宣王)'을 말한다.
2. ↑  원제는「행도조강유작」(行到祖江有作)이다.
3. ↑  白絲鮮鮮雪華白 錦上新紋眩紅碧。 美人意在公子衣 纖手殷勤把刀尺。 姑惡姑惡姑果惡 不許儂家事縫作。 古來巧語悅如簧 使妾今朝還故鄕。 出門背立泣風雪 西北萬里雲天長。 雲天長不見郞 斷蓬路遠心茫茫。 欲彈朱絃世無耳 空嗟白日東流水。 白絲一染無白時 棄妾重來當有期。 '흰 실은 곱디 고와 눈처럼 흰데/ 비단 위 새 무늬는 울긋불긋 눈이 어지럽다// 미인의 속내는 낭군의 옷에 닿아/ 고운 손 은근히 칼과 자를 잡으니// 시어미 밉다 시어미 밉다 과연 그렇다/ 내 바느질 허락지 않는구나// 예부터 교묘한 말, 피리소리처럼 좋아하는 법/ 오늘 아침 나를 고향집으로 돌아가게 하시니// 문을 나가 등지고 서서 눈바람에 울고있으니/ 서북 만리 구름 낀 하늘은 멀기도 하구나// 구름 낀 하늘은 멀고 낭군은 볼 수 없어/ 쫓겨난 이 몸 길은 멀어 아득하고 마음이 망망하다// 붉은 거문고 타려 하나 세상에는 귀가 없어/ 부질없는 대낮에 동으로 흐르는 물을 한탄하노라// 흰 실은 한 번 물들면 희어질 리 없지만/ 버렸던 첩 다시 올 날 기약 있으리라//'
4. ↑  思家步月未成歸 庭樹秋深錦葉飛。 故國三千八白里 夜闌雙杵擣寒衣。'집 생각에 달빛 아래 걷나니 돌아가지 못하고/ 뜰 나무에 가을 깊어 비단같은 단풍 바람에 날리니// 내 나라 삼천 팔백리에선/ 이 밤에도 대문 걸고 겨울옷 다듬질하리//
5. ↑  蟬冠駞劍押朝班 德齒爭高仰莫攀。 際會千年忠貫日 功名四代望如山。 琴書素蓄無餘玩 几杖曾辭尙未閑。 明主乞言偏注意 天留一鑑照人間。 '선관과 타검으로 조정의 우두머리에 계시니/ 깊은 덕과 나이의 높이 더욱 우러러보이신다// 천년만의 제회에 충성이 해를 꿰고/ 4대 이은 큰 공업 명망이 산과 같다// 평소 거문고와 책만 모으시고 달리 취미 없으시니/ 궤장을 사양하시며 한가함이 여전하지 않으시다// 임금이 뜻을 물으시며 유달리 공에게 더 마음을 두시니/ 하늘이 거울 하나 마련해 인간세상 비추는구나//'
6. ↑  玉詔傳從碧縷門 新除太傅作東藩。 千年遇主山河誓 三葉勤王雨露恩。 兔郡桑麻添國界 鶴城花月入宮園。 日迎賀客身無暇 又被呼來謁至尊。 '옥조가 벽루문에 내리시와/ 새로 태부로 제수하사 동방의 번방을 삼으셨다// 천년만에 임금 만나 산하에 맹세하고/ 3대째 근왕하여 받은 은혜 비와 이슬 같도다// 토군의 뽕나무와 삼나무가 나라강토 보태주고/ 학성의 꽃과 달이 궁원으로 들어오는다.// 날마다 하객 맞아 조금도 여가가 없는데/ 또 부름 받으시어 황제께 알현하시는도다//'
7. ↑  靑松生南山 白日沒西海。 世上英雄何代無 綠鬢朱顔不長在。 昔人園樹成枯査 昔人俠骨歸泥沙。 同人之心非楚越 百年光景何飄忽。 諸賓散盡髠獨留 醉臥君家滿堂月。 '푸른 솔은 남산에 나고/ 흰 해는 서해로 떨어진다// 세상 어느 대에 영웅이 없으리만/ 검은 머리 고운 얼굴 오래지 못하였다// 옛 사람의 동산 나무 마른 등걸이 되고/ 옛 사람 의협의 뼈는 진흙 모래 되었다// 친구의 마음은 초월이 아닌데/ 백년 세월이 어찌 이리 허무한가// 여러 손님이 흩어진 뒤에 홀로 곤만을 만류해/ 그대 집 당 가득한 달에 취해 누워 있다//'
8. ↑  綠楊十里野人家 餘在春風也不多。 盡日倚欄山鳥語 碧苔微雨落梨花。 '푸른 버들 십리 길 야인의 집에/ 봄바람 불 날 몇 남지 않아// 종일 난간에 기대니 산새들 울고/ 푸른 이끼에 보슬비 배꽃을 떨구네//'.
9. ↑  小舟當發晩潮催 駐馬臨江獨冷咍。 岸上世情何日了 前人未渡後人來。 '쪽배 떠나라고 늦 물결 재촉하는데/ 말 세우고 강에 닿아 혼자 쓴웃음 짓네// 언덕 위 세상 일은 언제 끝나려나/ 앞 사람 건너기도 전에 뒷사람 오는구나//'
10. ↑  今夕不知是何夕 偶與靑州從事同。欣然引滿醉復醉 席上爛熳回春風。半壁靑燈翳復吐 時聞玉漏聲丁東。論交到深夜 不覺金樽空。醉鄕差可樂 世事終無窮。明朝醉醒後 揮汗紅塵中。'이 밤이 무슨 밤인지 모르는데/ 우연히 청주종사 함께 한다// 흔연히 가득 부어 취하고 또 취하니/ 자리 위에 난만한 봄바람이 도는구나// 반 벽의 푸른 등불 어두워졌다 다시 일어나는데/ 때때로 옥루 듣는 소리 뚝뚝 들린다// 우정을 논하다가 밤이 깊은데/ 금 동이 빈 줄을 깨닫지 못하였다// 취한 천지는 조금은 즐거워도/ 세상 일은 끝이 없더라// 내일 아침 술이 깨이면/ 홍진 속에 또 허덕일 것을//'
11. ↑  破屋颼颼薪欲絶、袁郞高臥門遮雪。江南地暖足田蠶、妻子圍爐深夜說 '낡은 집에 바람 일고 땔나무 바닥 보이는데/ 원랑은 높이 누워 눈에 문이 막히었네// 강남은 날이 좋아 농사나 누에치기 좋다고/ 화로가 처자들 둘러 앉아 깊은 밤에 이야기하네//'
12. ↑  平野殘山遠入烟 川流不盡草無邊。 此行償得男兒志 打破醯鷄甕裏天。'넓은 들 나지막한 산 까마득히 연기에 쌓여/ 냇물은 끊이지 않고 풀밭 끝이 없다// 이번 여정 값으로 사나이 뜻 이루면/ 술항아리 속 좁게 비친 하늘 깨어부수리라//'
13. ↑  君不見南山於菟兒 始生三日窺牛胾。又不見丹穴鳳凰雛 一鳴已作王者瑞。李郞所蘊亦不凡 襁褓養出靑雲器。讀書不煩勞 涉獵輒强記。作詩不用心 妙盡西峯意。及看新月篇 更覺天生智。氷姿盈盈二六餘 朱絃入手人心醉。我疑東璧星降靈 三韓主文字。我疑紫霞仙偶下 人間一遊戲。不然造物奚有偏 賦與才貌於君備。科登甲乙可前知 將相功名自家事。我初識子大人門 半面暗許平生志。往年相見在重陽 前年相見在冬至。今年何處樽酒同 杜鵑半落城西寺。別來幾多時金鶯 亂啼庭樹翠。 人生聚散如旋蓬 羲和汲汲催龍轡。 勸君須惜紅顔年 勸君須知結交地。古人愛士信陵君 能爲侯生入屠肆。直窮下客靑松心 東海生塵北斗墜。
'그대는 못보았는가 남산의 범 새끼 처음 나는 것을/ 태어난 지 사흘 만에 소 잡아먹으려 한다// 또 못보았는가 단혈의 봉 새끼를/ 한 번 울면 벌써 왕자의 상서가 된다// 이랑의 자질이 범상치 않나니/ 포대기서부터 청운의 그릇을 내었네// 글을 읽는데 번거로움 없고/ 얼른 보아도 오래 기억하네// 문득 애쓰지 않아도 시를 짓기에/ 묘하게 서봉의 지은 뜻을 대했네// 그리고 신월편을 보니/ 하늘이 낸 지혜 다시 깨닫겠네// 얼음같이 맑은 자질 이륙(12세)세에/ 주현이 손에 들면 사람 마음 취하네// 나는 의심한다 동벽성 내려와/ 삼한에 문자를 맡았는지// 나는 또 의심한다 자하의 신선이 우연히 내려와/ 인간계에 한 번 장난하는지// 아니 그렇다면 조물 마음이 얼마나 편벽되어/ 재주와 얼굴 그대만 가졌는가// 과거하여 갑을에 오를 걸 미리 알았고/ 장상의 공명이 그대 일임을 미리 알았다// 대인의 문하에서 처음 그대 알아보고/ 가만히 평생의 뜻을 허락하였다// 그 전 해는 중양절에 서로 보았고/ 작년에는 동지 때 또 보았건만// 올해는 어디서 동이 술을 같이 할까/ 두견화 반쯤 떨어진 성서 절에서// 이별한 지 얼만데 황금 꾀꼬리 요란스레 울고/ 뜰 앞 나무 푸르네// 인생의 모였다 흩어짐은 선봉 같은데/ 희화는 바삐 용의 고삐 재촉한다// 권하노니 그대는 젊은 때를 아끼고/ 그대는 모름지기 사람 사귈줄 알아 달라// 옛날에 신릉군은 선비를 사랑하여/ 후생을 위해 백정 집에 들어갔다// 손 아래로 솔 같은 마음을 가지기를/ 동해에는 티끌이 일고 북두는 떨어지도록//'